# Скаличка, Карел
Карел Скаличка (чеш. Karel Skalička; 1 ноября 1896, Прага — 10 декабря 1979, Буэнос-Айрес) — чешский и аргентинский шахматист.
В составе сборной Чехословакии участник 3-х Олимпиад (1931—1933, 1939), а также 1-й неофициальной шахматной олимпиады 1924 года (команда Чехословакии стала победителем).

## Спортивные достижения
| Год  | Город        | Турнир               | + | − | = | Результат | Место |
| ---- | ------------ | -------------------- | - | - | - | --------- | ----- |
| 1931 | Прага        | 4-я Олимпиада        | 9 | 2 | 3 | 10½ из 14 | 3 1   |
| 1933 | Фолкстон     | 5-я Олимпиада        | 3 | 2 | 0 | 3 из 5    | 2     |
| 1936 | Подебради    | Международный турнир | 4 | 9 | 4 | 6 из 17   |       |
| 1939 | Буэнос-Айрес | 8-я Олимпиада        | 3 | 4 | 1 | 3½ из 8   |       |